# Thälmann-Plastik

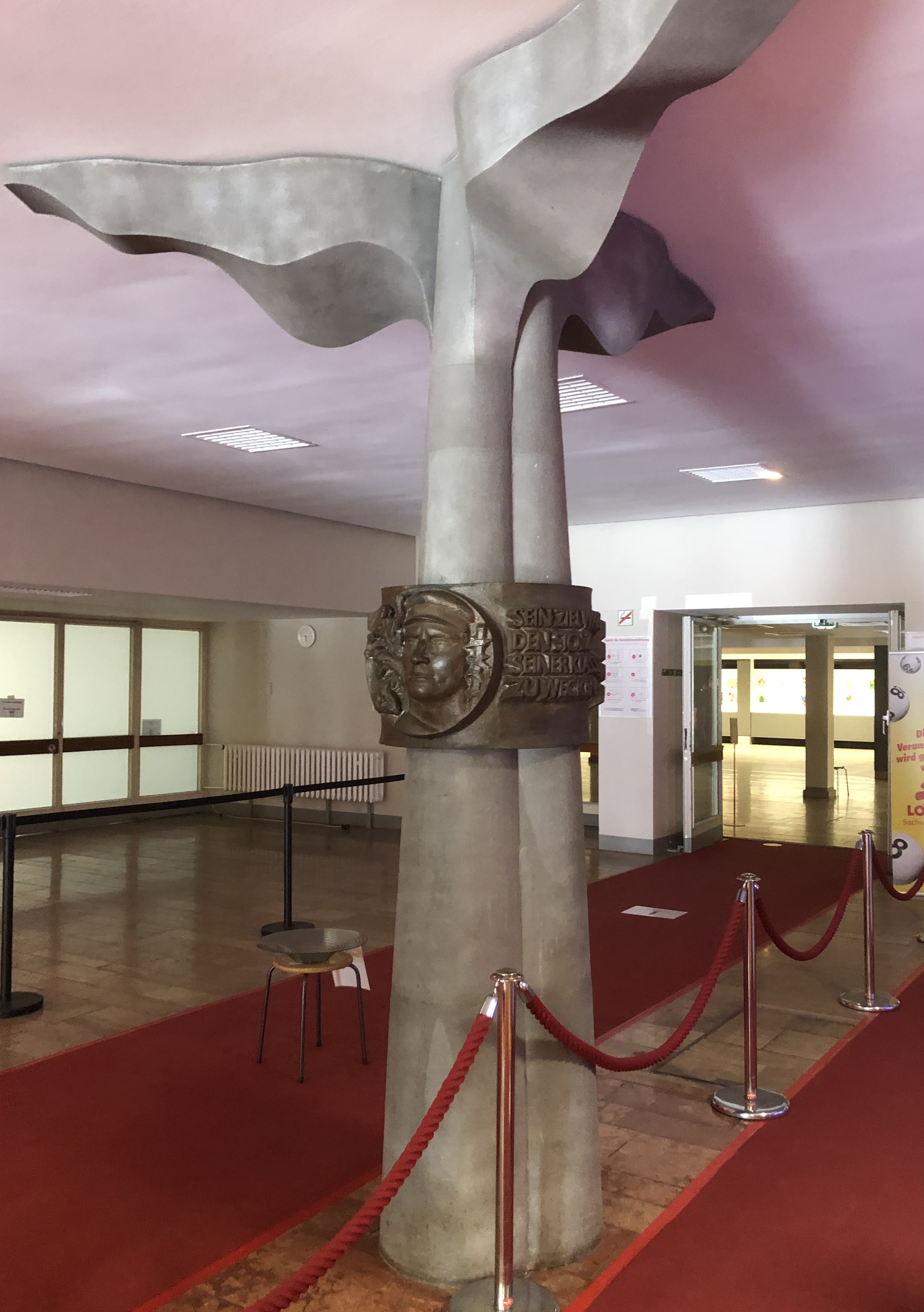
Thälmann-Plastik in der Stadthalle, 2020

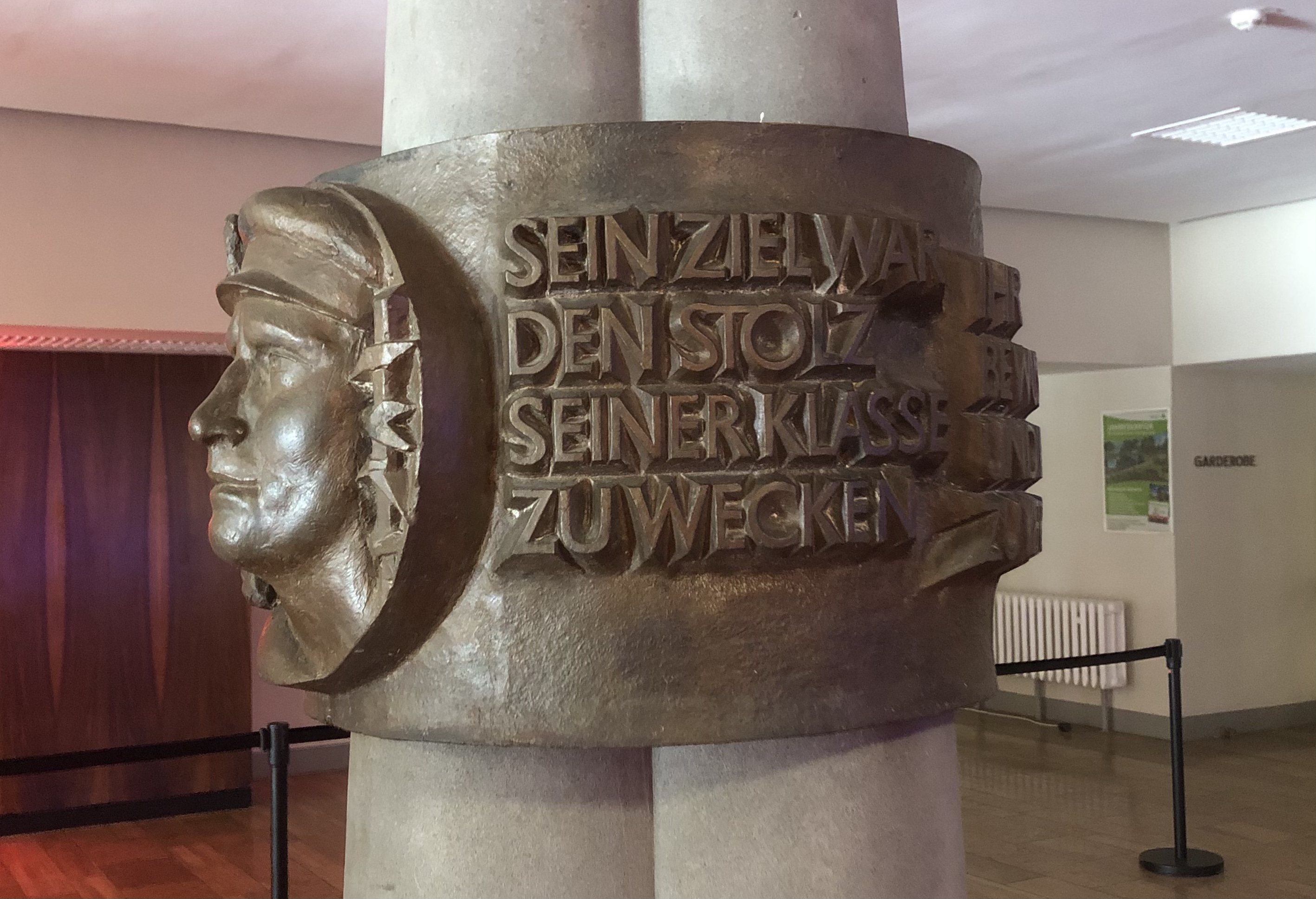
Relief

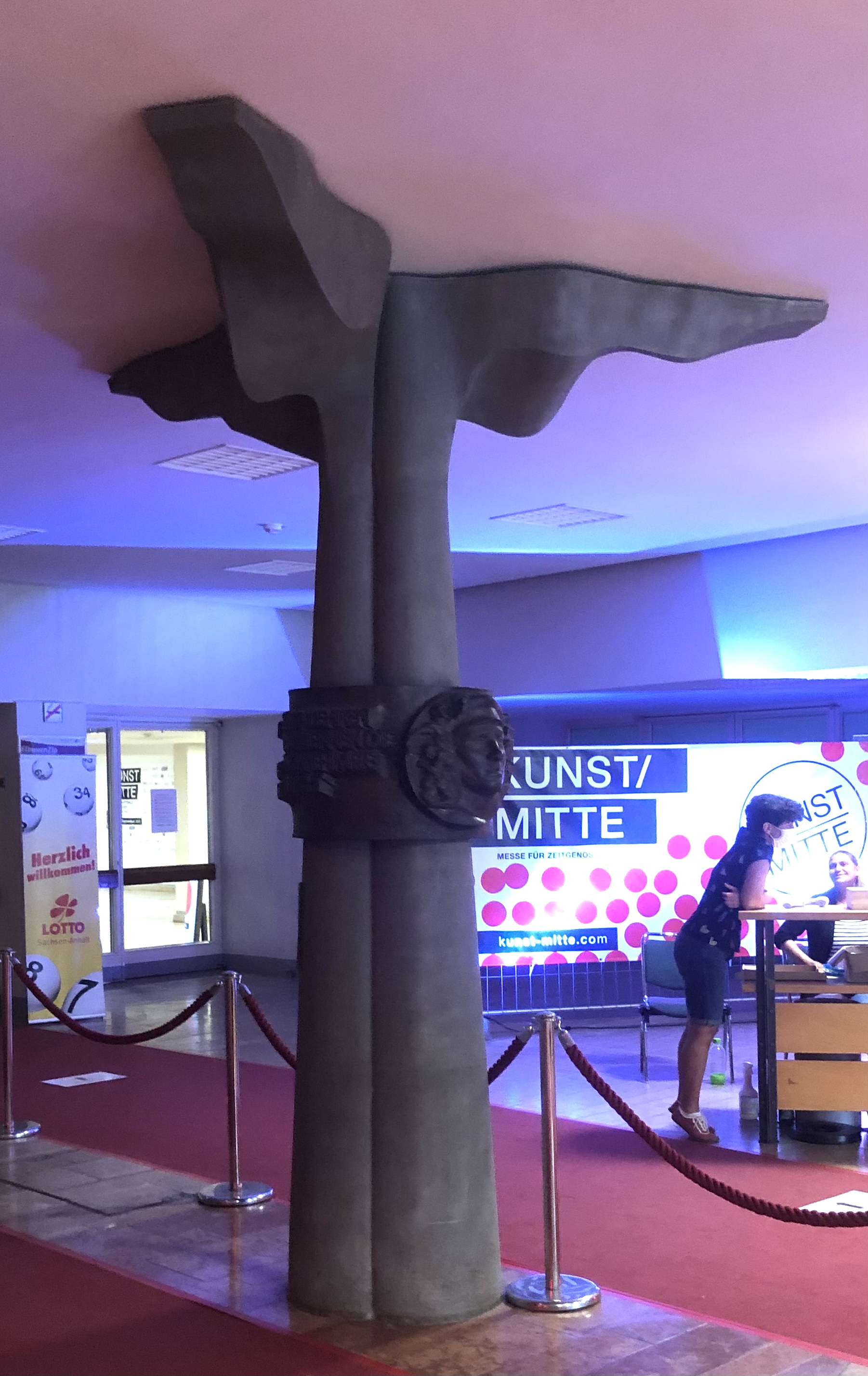
Blick von Südwesten

Die Thälmann-Plastik ist eine Plastik zum Gedenken an Ernst Thälmann in der Stadthalle Magdeburg. Es ist eine Umsetzung der Plastik geplant.

## Gestaltung und Geschichte
Die Plastik wurde von Volker Beier geschaffen und 1983, in der Zeit der DDR, prominent im Foyer der Stadthalle in Magdeburg in Sachsen-Anhalt aufgestellt. Sie erinnert an eine Rede des Vorsitzenden der KPD, Ernst Thälmann, die er am 21. April 1932 in der Stadthalle gehalten hatte. In der Wahlkampfrede zur Wahl des Preußischen Landtags am 24. April 1932 soll Thälmann gesagt haben: Wer Hitler wählt, wählt den Krieg!
Die Plastik stellt einen 3,40 Meter hohen Fahnenbaum aus mattiertem Edelstahl dar, der vom Fußboden bis zur Decke des Foyers reichte. Sie ist von einem Bronzerelief in Ringform umgeben. Das Relief zeigt ein Porträt Thälmanns und den Text:
SEIN ZIEL WAR

DEN STOLZ

SEINER KLASSE

ZU WECKEN

IHR

BEWUSSTSEIN

UND IHRE

ZUVERSICHT

SIE ZU HÄRTEN

GEGEN

ENTTÄUSCHUNG

UND SCHRECKEN

SIE ZU LEHREN

DASS LERNEN DIE

VORNEHMSTE

PFLICHT

Im September 2020 wurde die Stadthalle zur Durchführung umfangreicher Umbau- und Sanierungsarbeiten geschlossen. Im Zuge der Umbauten ist auch eine Entfernung der Plastik vorgesehen. Es ist beabsichtigt, die Plastik in das Technikmuseum Magdeburg umzusetzen, wo sich bereits ein anderes Thälmanndenkmal und weitere Objekte der politischen Kunst der DDR, so auch die Gedenktafel 20. Jahrestag der Vereinigung von KPD und SPD befinden. Dort soll die Plastik im Rahmen einer Neukonzeptionierung in einer Dauerausstellung gezeigt werden.
In älterer Literatur wird die Plastik zu den Denkmalen der Stadt Magdeburg gezählt. Zumindest seit 2009 wird die Plastik jedoch nicht mehr gesondert im Denkmalverzeichnis geführt.